# Nothing’s Real
| Совокупная оценка    | Совокупная оценка |
| Источник             | Оценка            |
| -------------------- | ----------------- |
| AnyDecentMusic?      | 7.8/10            |
| Metacritic           | 79/100            |
| Оценки критиков      |                   |
| Источник             | Оценка            |
| AllMusic             | [ 10 ]            |
| Clash                | 8/10              |
| Exclaim!             | 7/10              |
| The Guardian         | [ 13 ]            |
| musicOMH             | [ 14 ]            |
| NME                  | 4/5               |
| Pitchfork            | 7.7/10            |
| PopMatters           | [ 17 ]            |
| Q                    | [ 18 ]            |
| Rolling Stone        | [ 19 ]            |
| The Line of Best Fit | [ 20 ]            |

Nothing’s Real — дебютный студийный альбом британской синтипоп-певицы и автора Shura, вышедший 8 июля 2016 года на лейблах Polydor (в Великобритании) и Interscope (в США). Продюсерами были Shura, Joel Pott, Greg Kurstin, Al Shux.

## Об альбоме
Nothing’s Real получил в целом положительные отзывы от музыкальных критиков: New York Times, musicOMH, The Line of Best Fit, NME. На сайте Metacritic, который присваивает нормализованный рейтинг из 100 баллов рецензиям ведущих изданий, альбом получил средний балл 79, основанный на 18 рецензиях
Хизер Фарес из AllMusic написала, что Nothing’s Real «может похвастаться более богатым написанием песен и более широким звучанием, чем можно было ожидать», и заключила, что альбом «отмечает Шуру как умную поп-звезду, которая нужна 2010-м годам». Роб Месур из musicOMH назвал альбом «прекрасно построенным» и заявил: «Звучание может быть 80-х, но это, несомненно, сейчас, и Шура — новая звезда в 2016 году, который становится все более библейски-черным». Эндрю Пашал из PopMatters отметил, что альбом «наполнен прочными, заразительными, глубоко запоминающимися поп-песнями, большинство из которых могут как стоять сами по себе, так и бежать вместе со стаей». Лаура Снейпс, написавшая для Pitchfork, отметила, что Шура «находится в авангарде сцены молодых квир-поп звезд, которые обновляют модель самодостаточного, полностью освобожденного мейнстрим-попа 80-х годов», добавив, что альбом «предлагает свежее видение новой реальности поп-музыки».
Лиза Хендерсон из Clash отметила: «Ранее прослушанные треки все еще остаются поп-юггернаутами, но есть очевидный рост, который произошел за время двухлетнего ожидания; в звуковом и лирическом плане Шура сейчас наиболее актуальна и язвительна». Харриет Гибсоун из The Guardian считает, что «более энергичные моменты альбома особенно многообещающи; мелодии настолько приятны, что она должна подумать о том, чтобы передать их артисту высшей лиги, нуждающемуся в перезагрузке». Ханна Зиглер из Exclaim! оценила альбом как «неоновый сахар, который иногда срывается из-за наполняющих треков», отметив, что он «в конечном итоге оставляет неизгладимое впечатление». Джо Леви из Rolling Stone назвал альбом «клубком глэма и глума» и написал, что клипы Шуры «ясно дают понять, что темы этих песен [„What’s It Gonna Be?“, „2Shy“ и „Indecision“] — часто женщины, но на записи ее работа открыта — карта к сокровищам, которых там просто нет». Ханна Дж. Дэвис из журнала Q отметила: «Избегая абстрактного экспериментаторства своего перегруженного сэмплами сингла „The Space Tapes“, она прекрасно показывает, как быть одновременно и ретро, и радиолюбителем».

### Итоговые списки критиков
| Публикация       | Список                       | Ранг | Ссылка |
| ---------------- | ---------------------------- | ---- | ------ |
| The Guardian     | The Best Albums of 2016      | 40   | [ 21 ] |
| Idolator         | The 10 Best Albums of 2016   | 5    | [ 22 ] |
| musicOMH         | Top 50 Albums of 2016        | 12   | [ 23 ] |
| The Skinny       | Top 50 Albums of 2016        | 19   | [ 24 ] |
| The Sunday Times | 100 Best Records of the Year | 35   | [ 25 ] |
| Variance         | 50 Best Albums of 2016       | 39   | [ 26 ] |

## Список композиций
| №                   | Название               | Автор(ы)                                  | Продюсеры           | Длительность |
| ------------------- | ---------------------- | ----------------------------------------- | ------------------- | ------------ |
| 1.                  | «(I)»                  |                                           |                     | 1:29         |
| 2.                  | «Nothing's Real»       | Shura Joel Laslett Pott                   | Shura Pott          | 4:07         |
| 3.                  | «What's It Gonna Be?»  | Greg Kurstin Denton Maureen McDonald Pott | Shura Kurstin Pott  | 3:34         |
| 4.                  | «Touch»                | Denton Pott                               | Pott Shura          | 3:34         |
| 5.                  | «Kidz 'N' Stuff»       | Denton Alexander Shuckburgh               | Shura Pott Al Shux  | 5:10         |
| 6.                  | «Indecision»           | Denton Pott                               | Pott Shura          | 3:32         |
| 7.                  | «What Happened To Us?» | Denton Pott                               | Pott Shura          | 4:09         |
| 8.                  | «(II)»                 |                                           |                     | 0:45         |
| 9.                  | «Tongue Tied»          | Kurstin McDonald Denton                   | Kurstin Shura Pott  | 3:50         |
| 10.                 | «Make It Up»           | Denton Pott                               | Pott Shura          | 3:31         |
| 11.                 | «2Shy»                 | Denton Pott                               | Pott Shura          | 4:38         |
| 12.                 | «White Light»          | Denton Pott                               | Pott Shura          | 10:41        |
| 13.                 | «The Space Tapes»      | Denton                                    | Shura               | 9:33         |
| Общая длительность: | Общая длительность:    | Общая длительность:                       | Общая длительность: | 1:01:00      |

## Позиции в чартах
| Чарт (2016)                              | Высшая позиция |
| ---------------------------------------- | -------------- |
| Австралия (Hitseekers Albums, ARIA)      | 6              |
| Бельгия/Фландрия (Ultratop)              | 73             |
| Бельгия/Валлония (Ultratop)              | 130            |
| Ирландия (IRMA)                          | 73             |
| Новая Зеландия (Heatseeker Albums, RMNZ) | 8              |
| Шотландия (Scottish Albums Chart)        | 15             |
| Швейцария (Schweizer Hitparade)          | 35             |
| Великобритания (UK Albums Chart)         | 13             |
| США (Billboard Top Heatseekers Albums)   | 12             |
| США (Billboard Dance/Electronic Albums)  | 3              |